# Zoroaster (groupe)
Pour les articles homonymes, voir Zoroaster.
Zoroaster est un groupe américain de metal extrême, originaire d'Atlanta, en Géorgie, actif entre 2003 et 2013.

## Histoire
Le groupe est formé en 2003. Le line-up original était composé de Brent Anderson à la basse et au chant avec Will Fiore (guitare, chant) et Todd Fiore (batterie), qui avaient tous été auparavant membres de Terminal Doom Explosion,. Le groupe sort quatre albums studio, Zoroaster en 2005, Dog Magic en 2007, Voice of Saturn en 2009, et Matador en 2010. Ils étaient signés chez E1 Music.

## Discographie
- 2005 : Zoroaster (Battle Kommand Records)
- 2007 : Dog Magic (Battle Kommand Records)
- 2009 : Voice of Saturn (Terminal Doom Records)
- 2010 : Matador (eOne)